# 秦致恭
秦致恭（1525年—？），字率禮，廣西桂林府靈川縣人，民籍，明朝政治人物。

## 生平
嘉靖三十一年（1552年）壬子科廣西鄉試第三名舉人，隆慶二年（1568年）中式戊辰科會試第二百八十三名，三甲第二百五十名進士。

## 家族
曾祖秦桂華，驛丞；祖父秦忠，縣主簿；父秦彰，母崔氏；繼母蘇氏。慈侍下。弟秦致順、秦致慎。